# Igor Corman
Igor Corman (n. 17 decembrie 1969, Ciulucani, Telenești, RSS Moldovenească) este un politician și diplomat din Republica Moldova, deputat al Parlamentului Republicii Moldova din partea PDM din 2009 până în 2015 și președinte al Parlamentului Republicii Moldova din 30 mai 2013 până în 29 decembrie 2014.

## Biografie
Igor Corman s-a născut la data de 17 decembrie 1969, în satul Ciulucani din raionul Telenești în Republica Moldova. Fost membru ULCT.
Igor Corman a absolvit Facultatea de Istorie a Universității de Stat din Chișinău, Moldova (1990) și apoi Facultatea de Istorie a Universității „Al.I.Cuza” din Iași, România (1992). În anii 1992-1994 a efectuat studii de doctorat la Universitatea „Al.I.Cuza” din Iași, România, iar ulterior, în anii 1994-1995, studii de post-doctorat la Universitatea „Ludwig Maximilian” din München, Germania.
În anul 1996 Igor Corman a obținut titlul științific de Doctor în istorie.
În anul 1997 Igor Corman și-a continuat perfecționarea profesională la Colegiul „George Marshall” din Garmisch-Partenkirchen, Germania, iar în anul 2002 a audiat Cursurile privind operațiuni de menținere a păcii la New Port din SUA.
După absolvirea instituțiilor de învățământ, din anul 1995 Igor Corman a activat în cadrul Ministerului Afacerilor Externe a Moldovei. Astfel, între anii 1995-1997 lucrează în funcții de secretar III, secretar II și secretar I în Direcția Analiză Politică și Planificare a Ministerului.
În perioada anilor 1997-2001 a exercitat funcții de secretar III, secretar II, secretar I – responsabil de relațiile politice și Însărcinat cu afaceri a.i. în cadrul Ambasadei Republicii Moldova în Germania. În perioada 2001-2003 a activat în funcția de Director al Direcției Generale Europa și America de Nord la Ministerul Afacerilor Externe.
În perioada 2004-2009 Igor Corman își continue cariera diplomatică în calitate de Ambasador al Republicii Moldova în Germania, prin cumul în Regatul Danemarcei.
Din 29 iulie 2009 Igor Corman este deputat în Parlamentul Republicii Moldova din partea Partidului Democrat din Moldova și exercită funcția de Președinte al Comisiei politică externă și integrare europeană. Din 30 mai 2013 până în 29 decembrie 2014 a fost președinte al Parlamentului Republicii Moldova. Pe 15 octombrie 2015 a anunțat la ședința parlamentului că renunță la mandatul de deputat și se retrage din politică pentru a se putea implica într-un proiect cu investiții străine.
Pe lângă limbile română și rusă, Igor Corman vorbește fluent germana și engleza. El este căsătorit și are doi copii.

## Distincții și decorații
În anul 2006 Igor Corman a fost decorat cu Medalia „Meritul Civic” de către Președintele Republicii Moldova, Vladimir Voronin, iar în anul 2009 - cu Ordinul „Marea Cruce de Merit” de către Președintele Republicii Federale Germania.
Pe 24 iulie 2014 Igor Corman a fost decorat cu „Ordinul Republicii” de către Președintele Republicii Moldova, Nicolae Timofti, „pentru contribuții decisive la desăvârșirea obiectivului major de politică externă al Republicii Moldova – asocierea politică și integrarea economică cu Uniunea Europeană”.